# Verband deutscher landwirtschaftlicher Untersuchungs- und Forschungsanstalten
Der Verband deutscher landwirtschaftlicher Untersuchungs- und Forschungsanstalten e. V. (VDLUFA) ist ein Verband, dem Einrichtungen des landwirtschaftlichen Untersuchungs- und Forschungswesens (z. B. Versuchsstationen, LUFA, universitäre und außeruniversitäre Forschungseinrichtungen, Landesanstalten, private Labore) angeschlossen sind.

## Geschichte
Der Vorläufer des Verbandes, der „Verband landwirtschaftlicher Versuchs-Stationen im Deutschen Reich“, wurde 1888 in Weimar gegründet und 1948 nach dem Zweiten Weltkrieg unter dem aktuellen Namen wieder ins Leben gerufen. 1976 war der Direktor der Landwirtschaftlichen Untersuchungs- und Forschungsanstalt des Landkreises Weser-Ems, Heinz Vetter (* 1924), Präsident des Verbandes deutscher landwirtschaftlicher Untersuchungs- und Forschungsanstalten. Der Sitz des Verbandes ist Speyer und dort die Landwirtschaftliche Untersuchungs- und Forschungsanstalt Speyer.

## Aktivität
Die Hauptaufgabengebiete sind:
- die angewandte Forschung auf dem Gebiet der Landwirtschaft
- die Untersuchung von z. B. Saatgut, Düngemitteln, Futtermitteln, Boden
- die Beratung und Information über landwirtschaftliche Themen

Die Arbeit im Verband wird in Fachgruppen (z. B. FG Boden, FG Umweltanalytik) geleistet. Die Veröffentlichung der Ergebnisse der gemeinsamen Arbeit geschieht auf dem jährlichen VDLUFA-Kongress (z. B. 2017 in Weihenstephan), in Methodenbüchern (VDLUFA-Verlag, Darmstadt) und in anderer Weise. Das Normierungswesen wird im Bereich des landwirtschaftlichen Untersuchungswesens heute stark auf die Europäische Ebene (CEN) bzw. die internationale Ebene International Seed Testing Association und Internationale Organisation für Normung (ISO) verlagert. Die Arbeiten werden aber oft in den Fachgruppen des VDLUFA vorbereitet.
Bekanntestes Beispiel dieser Arbeiten dürfte die Weender Analyse sein, die im 19. Jahrhundert von Wilhelm Henneberg und Friedrich Stohmann in der Versuchsanstalt in Weende (heute Ortsteil von Göttingen) vereinheitlicht wurde. Sie definierte erstmals Methoden der Futtermittelanalytik systematisch. Die Weender Analyse ist heute weltweit verbreitet.

### Auszeichnung
Der Verband stiftete 1954 die Sprengel-Liebig-Medaille, die nach Carl Sprengel und Justus von Liebig benannt ist und regelmäßig für Verdienste um die Agronomie verliehen wird.